# شومولیک برنر
شمولیک برنر (שמוליק ברנר؛ همچنین Shmuel Brener؛ زاده ۸ مارس ۱۹۸۱) بازیکن و مربی حرفه‌ای بسکتبال اسرائیلی می‌باشد. وی در پست گارد بازی می‌کرد. در سال ۲۰۱۰ شمولیک برنر به تیم ۵ نفری لیگ برتر بسکتبال اسرائیل معارفه گردید.

## زندگی‌نامه
شمولیک برنر برای هبوعیل جلیل الیون، آیرونی کریت عطا، حیفا، آیرونی رامت گان، الیتزورنتانیا، بی سی هبیقه و گالیل هاپوئل گیلبوآ بازی کرد.
در سال ۲۰۱۰، برنر به گروه ۵ نفری لیگ برتر بسکتبال اسرائیل معرفی شد برنر در سال ۲۰۱۱ در بازی ال استار بی اس ال بازی کرد.
شمولیک برنر بعد از دوره‌های بازیگری خود، سرمربی مکابی ریشون لزیون بود.